# 스페인 항공우주군

스페인 공군 또는 스페인 항공우주군(Spanish Air and Space Force, SASF, 스페인어: Ejército del Aire y del Espacio, 직역: 'Army of the Air and Space')은 스페인 군대의 공중 및 우주전 부대이다.

## 운용 항공기
- 맥도널 더글러스 F/A-18 호넷
- 유로파이터 타이푼
- CASA C-212
- CASA C-235
- 에어버스 A310
- 에어버스 A400M 아틀라스
- 에어버스 A330 MRTT
- CASA C-295 / CASA C-235
- NH인더스트리스 NH90
- 유로콥터 AS332
- 노스롭 F-5
- 유로콥터 EC135
- MQ-9 리퍼

## 같이 보기
- 게르니카 폭격
- 콘도르 군단
- 독일 재군비 선언
- 스페인 내전